# Joe Scally
Joseph Michael Scally (sinh ngày 31 tháng 12 năm 2002) là một cầu thủ bóng đá chuyên nghiệp người Mỹ thi đấu ở vị trí hậu vệ cho câu lạc bộ Borussia Mönchengladbach tại Bundesliga và đội tuyển quốc gia Hoa Kỳ.